# 斜方投射
斜方投射（しゃほうとうしゃ）とは物体をある初速度をもって空中に投げ出す動作である。空気抵抗が十分小さく無視できる場合、斜方投射された物体の軌跡は放物線を描く。斜方投射された物体は重力の影響のみを受けるので、斜方投射された物体の運動も自由落下の一種とみなすことができる。

## 斜方投射された物体の運動
日常的な範囲においては斜方投射された物体は地表付近で運動することになる。このときの物体の地表面からの高さは地球の半径と比べて十分小さいため、物体にはたらく重力は一定とみなせる。ここで水平方向に{\displaystyle x}軸、鉛直上向きに{\displaystyle y}をとると、斜方投射された物体の速度および位置は
{\displaystyle {\begin{aligned}v_{x}&=v_{0}\cos \theta ,\\v_{y}&=-gt+v_{0}\sin \theta ;\\x&=v_{0}t\cos \theta ,\\y&=-{\frac {1}{2}}gt^{2}+v_{0}t\sin \theta +y_{0}\end{aligned}}}
と表される。
ここで{\displaystyle v_{x}}、{\displaystyle v_{y}}はそれぞれ物体の速度のx成分、y成分であり、{\displaystyle v_{0}}は初速度、{\displaystyle \theta }は投射の角度、{\displaystyle t}は投射してからの経過時間である。また、{\displaystyle y_{0}}は物体の初期高度であり、物体のx成分の初期位置は0としてある。
まず、 {\displaystyle y_{0}=0}の時を考えると
{\displaystyle y=-{\dfrac {g}{2v_{0}^{2}\cos ^{2}\theta }}x^{2}+x\tan \theta }
となり、yはxの二次関数として表されるので物体の描く軌跡は放物線となることがわかる。
またこの式より、{\displaystyle 0<\theta <\pi /2}のとき、物体の高度が{\displaystyle y=0}となる位置を{\displaystyle x_{0}}とすると、
{\displaystyle x_{0}={\frac {{v_{0}}^{2}\sin 2\theta }{g}}}
となり、投射された物体が最大到達距離となる投射角度{\displaystyle \theta _{0}}は
{\displaystyle \theta _{0}={\frac {\pi }{4}}}
以上より、初期高度が0の時に最大到達距離となる投射角は {\displaystyle 45^{\circ }}である。
次に、{\displaystyle y_{0}=h}において最大到達距離となる投射角度{\displaystyle \theta }は
{\displaystyle \tan \theta ={\dfrac {v_{0}}{\sqrt {v_{0}^{2}+2gh}}}}
となり、初期高度がある場合、最大到達距離となる投射角は {\displaystyle 45^{\circ }}よりも小さくなる。
この時の最大到達距離 {\displaystyle x}は
{\displaystyle x={\dfrac {v_{0}{\sqrt {v_{0}^{2}+2gh}}}{g}}}
となる。

## 空気抵抗を受ける場合

物体が受ける空気抵抗の大きさは、空気に対する物体の速度に比例する。そのため空気抵抗がある場合は上の場合とはことなった運動をする。
このとき、物体の速度及び位置は次のようになる。
{\displaystyle {\begin{aligned}v_{x}&=v_{0}e^{-kt/m}\cos \theta ,\\v_{y}&=\left(v_{0}\sin \theta +{\frac {m}{k}}g\right)e^{-kt/m}-{\frac {m}{k}}g;\\x&={\frac {mv_{0}}{k}}\left(1-e^{-kt/m}\right)\cos \theta ,\\y&={\frac {m}{k}}\left\{\left(v_{0}\sin \theta +{\frac {m}{k}}g\right)\left(1-e^{-kt/m}\right)-gt\right\}+y_{0}\end{aligned}}}
また、{\displaystyle t}を媒介変数とすると、{\displaystyle x}と{\displaystyle y}の関係は次のように表される。
{\displaystyle y={\frac {x}{v_{0}\cos \theta }}\left(v_{0}\sin \theta +{\frac {m}{k}}g\right)+{\frac {m^{2}g}{k^{2}}}\ln \left(1-{\frac {kx}{mv_{0}\cos \theta }}\right)+y_{0}}
ここで、{\displaystyle m}は物体の質量、{\displaystyle k}は空気抵抗係数である。
空気抵抗は物体に速度に比例する逆向きの力を受けるため、重力と空気抵抗を受ける物体ではやがて重力と空気抵抗がつりあい、終端速度に達する。終端速度は、{\displaystyle v_{x}}及び{\displaystyle v_{y}}の極限をとることで求められる。ここで終端速度のx成分を{\displaystyle v_{x\infty }}、y成分を{\displaystyle v_{y\infty }}とすると
{\displaystyle {\begin{aligned}v_{x\infty }&=\lim _{t\to \infty }v_{x}=0\\v_{y\infty }&=\lim _{t\to \infty }v_{y}=-{\frac {m}{k}}g\end{aligned}}}
となり、十分時間が経過した後、空気(流体)中に斜方投射された物体は鉛直下向きに等速直線運動をすることがわかる。
このため、流体中で斜方投射された物体は水平方向にはある距離以上には到達することができない。物体が水平方向に到達できる限界の距離を{\displaystyle x_{\infty }}とすると、{\displaystyle x}の極限をとって
{\displaystyle x_{\infty }=\lim _{t\to \infty }x={\frac {m}{k}}v_{0}\cos \theta }
であることが求められる。